# Дифматтен
Дифматте́н (фр. Diefmatten) — коммуна на северо-востоке Франции в регионе Гранд-Эст (бывший Эльзас — Шампань — Арденны — Лотарингия), департамент Верхний Рейн, округ Альткирш, кантон Мазво. До марта 2015 года коммуна административно входила в состав упразднённого кантона Данмари (округ Альткирш).
Площадь коммуны — 3,17 км², население — 260 человек (2006) с тенденцией к росту: 288 человек (2012), плотность населения — 90,9 чел/км².

## Население
Численность населения коммуны в 2011 году составляла 294 человека, а в 2012 году — 288 человек.
| 1962 | 1968 | 1975 | 1982 | 1990 | 1999 | 2006 | 2008 | 2011 | 2012 |
| ---- | ---- | ---- | ---- | ---- | ---- | ---- | ---- | ---- | ---- |
| 188  | 158  | 214  | 232  | 227  | 251  | 260  | 263  | 294  | 288  |

Динамика населения:

## Экономика
В 2010 году из 206 человек трудоспособного возраста (от 15 до 64 лет) 148 были экономически активными, 58 — неактивными (показатель активности 71,8 %, в 1999 году — 73,6 %). Из 148 активных трудоспособных жителей работали 143 человека (78 мужчин и 65 женщин), 5 числились безработными (двое мужчин и три женщины). Среди 58 трудоспособных неактивных граждан 23 были учениками либо студентами, 22 — пенсионерами, а ещё 13 — были неактивны в силу других причин.
На протяжении 2011 года в коммуне числилось 103 облагаемых налогом домохозяйства, в которых проживало 283,5 человека. При этом медиана доходов составила 22793 евро на одного налогоплательщика.